# Bašnice
Bašnice är en ort i Tjeckien. Den ligger i den centrala delen av landet, 90 km öster om huvudstaden Prag. Bašnice ligger 269 meter över havet och antalet invånare är 205.
Terrängen runt Bašnice är platt. Runt Bašnice är det ganska tätbefolkat, med 60 invånare per kvadratkilometer. Närmaste större samhälle är Hořice, 4,0 km nordost om Bašnice. Trakten runt Bašnice består till största delen av jordbruksmark.